# Europark

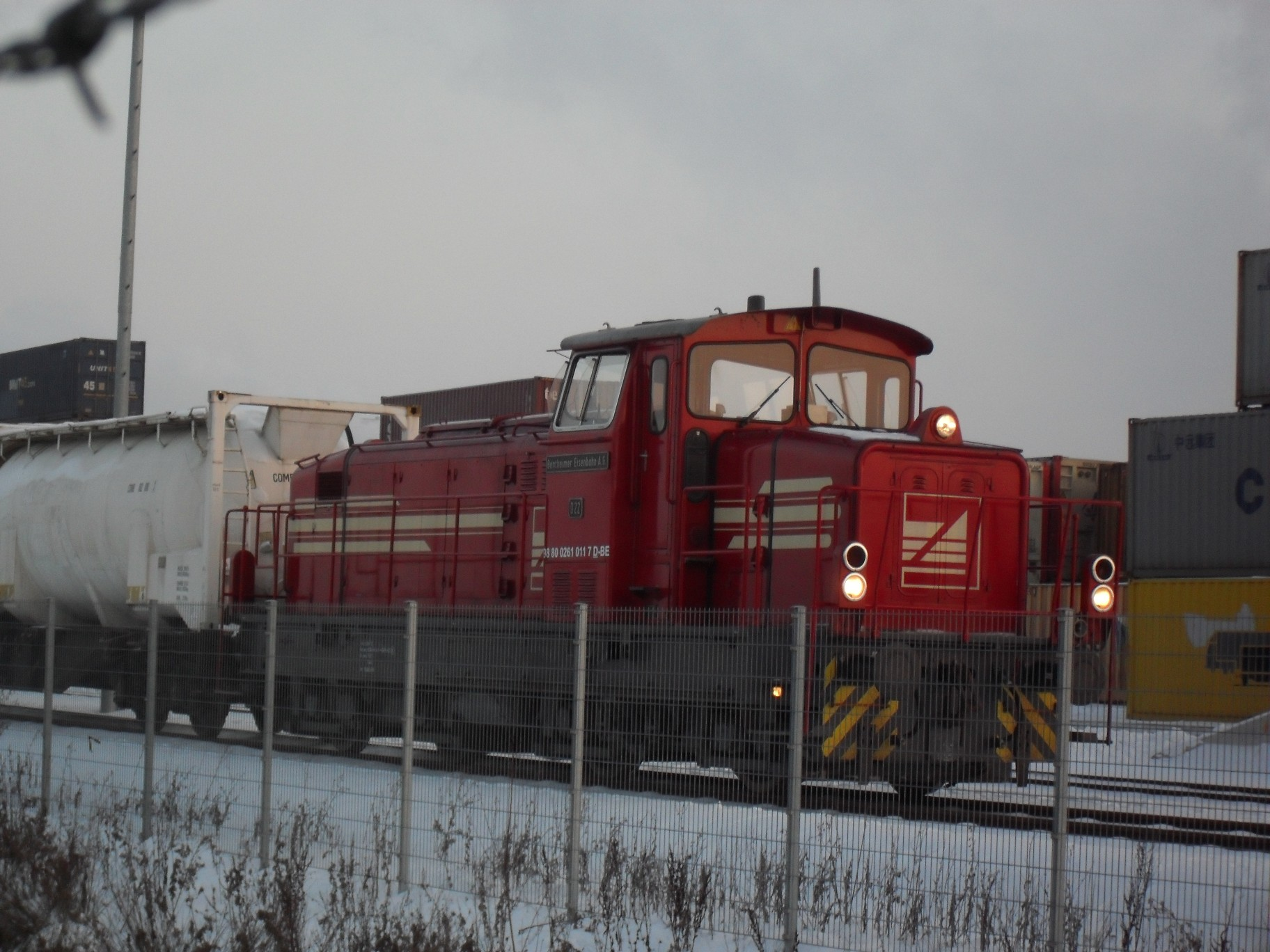
Locomotief D22 van Bentheimer Eisenbahn AG op Europark

Logo van Bentheimer Eisenbahn AG

Europark is een grensoverschrijdend bedrijventerrein dat zowel in de Nederlandse provincie Drenthe als de Duitse Landkreis Grafschaft Bentheim ligt. Het Nederlandse deel behoort tot de gemeente Coevorden, het Duitse deel tot Emlichheim. Met de ontwikkeling werd aangevangen in 1997.
Nabij Europark ligt de micronatie EuroStaete.

## Bedrijven
Op Europark zijn onder meer de volgende bedrijven gevestigd:
- Euroterminal Coevorden
- Nijhof-Wassink
- Coevorden Ingredient Care (veevoer)
- Müllverbrennungsanlage Emlichheim (afvalverwerking)

## Transport
Europark is zowel over de weg, per spoorlijn als over het water bereikbaar en biedt hierdoor mogelijkheden voor multimodaal goederenvervoer. Het bedrijventerrein beschikt over de containerterminal Euroterminal Coevorden, die door Bentheimer Eisenbahn AG bediend wordt. Viermaal per week rijdt er een treinshuttle tussen Rotterdam en Europark, en eenmaal per week tussen Amsterdam en Europark. In 2017 werd de Spoorboog Coevorden opgeleverd, die de spoorlijn Zwolle - Stadskanaal en de spoorlijn Gronau - Coevorden verbindt.
Ook is er een binnenhaven die in verbinding staat met het Coevorden-Vechtkanaal.
Vrachtverkeer vanaf het Europark kan gebruikmaken van Rijksweg 36, Provinciale weg 34, Rijksweg 37 en Bundesstraße 403.